# بيرتون (باكينجهامشير)
بيرتون (بالإنجليزية: Bierton)‏ هي قرية تقع في المملكة المتحدة في إنجلترا. يقدر عدد سكانها بـ 2,178 نسمة .